# Schiepziger Gruppe
Die Schiepziger Gruppe ist eine archäologische Kultur der Jungsteinzeit, die zwischen 4200 und 3800 v. Chr. in Mitteldeutschland existierte. Die Bezeichnung wurde 2007 von Dieter Kaufmann in die Fachliteratur eingeführt. Zu Beginn des 21. Jahrhunderts führte das Landesamt für Denkmalpflege und Archäologie Sachsen-Anhalt in Halle (Saale) umfangreiche Ausgrabungen im Bereich eines in der Gemarkung Schiepzig (OT von Salzmünde), Saalekreis, Sachsen-Anhalt gelegenen neolithischen Erdwerks durch. Die keramischen Gefäßformen dieser Kulturgruppe wurden 2014 von Torsten Schunke und Peter Viol beschrieben.

## Forschungsgeschichte
Seit den 1920er Jahren haben Mitarbeiter der Landesanstalt für Vorgeschichte, des heutigen Landesmuseums für Vorgeschichte in Halle (Saale), in einer Kiesgrube in der Gemarkung von Schiepzig Abfallgruben und Gräber untersucht sowie Teilabschnitte von Grabenverläufen beobachtet. Die dabei geborgenen archäologischen Funde wies Paul Grimm in seiner monographischen Bearbeitung der von ihm so benannten Salzmünder Kultur zu, darunter auch Gefäßformen, die Jonas Beran in seiner Dissertation aus dem Bestand der Salzmünder Kultur aussonderte.  Aufgrund von Übereinstimmungen mit Funden aus zwei Abfallgruben im Tagebau Schöningen, Landkreis Helmstedt, wies er auch das Fundmaterial von Schiepzig der von ihm benannten Schöninger Gruppe zu. 1995 publizierte Detlef W. Müller einen Aufsatz, in dem er die für die Schiepziger Gruppe typische Gefäßform der Schlauchkrüge erstmals ausführlich beschrieb, ohne sie jedoch in einen eindeutigen kulturellen oder chronologischen Zusammenhang einordnen zu können. Anhand neuer Funde und von C14-Daten erkannte Dieter Kaufmann 2007 die Eigenständigkeit dieser archäologischen Kulturgruppe am Ende des älteren Mittelneolithikums in Mitteldeutschland und führte die Bezeichnung Schiepziger Gruppe in die Fachliteratur ein. Als Gründe für die Umbenennung dieser Kulturgruppe führte er u. a. an, dass die ersten Fundkomplexe und zudem aussagekräftige Befunde aus der Gemarkung Schiepzig vorlägen und dass der Fundort Schöningen am Rande des Verbreitungsgebietes dieser archäologischen Kulturgruppe liegt. Im Vorfeld der geplanten Baumaßnahmen für eine Autobahntrasse führte das Landesamt für Denkmalpflege und Archäologie Sachsen-Anhalt in Halle (Saale) umfangreiche Ausgrabungen im Bereich der bekannten Fundstelle von Schiepzig durch. Erste Ergebnisse wurden 2014 veröffentlicht. Torsten Schunke und Peter Viol präsentieren in diesem Band Gefäßformen sowie Artefakte und Schmuck der Schiepziger Gruppe aus dem Erdwerk von Schiepzig. In den folgenden Jahren wurden weitere Fundorte publiziert.

## Chronologie
Die Schiepziger Gruppe steht nach der dreistufigen mitteldeutschen Chronologie am Übergang vom Früh- zum Mittelneolithikum, nach der fünfstufigen Chronologie von Jens Lüning ist sie dem Jungneolithikum zuzuordnen.
Absolutchronologisch konnten die Befunde aus Salzmünde-Schiepzig mittels Radiokarbonmethode auf einen Zeitraum von 4200 bis 3800 v. Chr. datiert werden. Für den Fundort Libehna wurden ähnliche Werte ermittelt. Schiepziger Befunde aus dem Grabenwerk Hundisburg-Olbetal konnten auf 4350 bis 3850 v. Chr. datiert werden.

## Verbreitung
Die Schiepziger Gruppe war entlang der mittleren und unteren Saale und der mittleren Elbe sowie im Nordharzvorland und möglicherweise im östlichen Niedersachsen verbreitet. Bekannte Fundplätze sind neben Salzmünde-Schiepzig Freckleben und Gatersleben (beide Salzlandkreis), Libehna (Landkreis Anhalt-Bitterfeld), Karsdorf (Burgenlandkreis), Hundisburg (Landkreis Börde) und Zauschwitz (Landkreis Leipzig, Sachsen). Möglicherweise lassen sich auch Fundplätze in Bernburg, Calbe und Löderburg (alle Salzlandkreis), Burgliebenau (Saalekreis), Radegast (Landkreis Anhalt-Bitterfeld), Uichteritz und Weißenfels (beide Burgenlandkreis), Wahlitz (Landkreis Jerichower Land) und Schöningen (Landkreis Helmstedt, Niedersachsen) der Schiepziger Gruppe zuordnen.

## Materielle Kultur

### Keramik
Als Leittypen treten Trichterrandschüsseln, Steilrandbecher, Schlauchkrüge, Töpfe mit s-förmigem Profil und Amphoren auf.
Die Trichterrandschüsseln haben meist ein s-förmiges Profil. Die Variationsbreite reicht von Gefäßen mit scharfem Bauchumbruch und stark ausschwingendem Rand bis zu weich profilierten Gefäßen mit nur schwach ausgebildetem Rand. Die Schüsseln sind mehrheitlich verziert. Das Dekor besteht aus einem umlaufenden Band aus ein bis drei Kerb- oder Stichreihen über dem Bauchumbruch. Gelegentlich haben sich weiße Inkrustationen erhalten. Die Trichterrandschüsseln sind in der Regel sehr sorgfältig gearbeitet und besonders die verzierten Exemplare sind meist geglättet und poliert.
Die Steilrandbecher besitzen einen langen konischen Unterteil und einen kurzen abgesetzten Hals. Kurz unter dem Halsansatz treten teilweise kleine Knubben auf.
Die Schlauchkrüge besitzen ein kalottenförmiges bis halbkugeliges Unterteil, sowie ein sich leicht verjüngendes schlauchförmiges Oberteil, das in einem kurzen ausschwingenden Rand endet. Die Krüge besitzen dicke Henkel, die immer am unteren Gefäßumbruch ansetzen. Die Krüge sind selten verziert, gelegentlich tritt ein Kerbendekor am Umbruch auf und die Henkel weisen zum Teil am oberen Ansatz eine Knubbe auf.
Die s-förmig profilierten Töpfe haben ein steiles, hohes Unterteil. Auf etwa zwei Drittel der Höhe liegt der Umbruch, der Rand biegt dann wieder aus. Auf dem Umbruch sind meist drei oder vier Knubben angebracht, selten auch Henkel. Die Ränder können unverziert sein oder ein Dekor aus umlaufenden Fingertupfen aufweisen. Auch Randleisten kommen vor, die ebenfalls Fingertupfen aufweisen, zum Teil handelt es sich dabei auch um Arkadenbänder.
Amphoren treten in mehreren Varianten auf. In Salzmünde-Schiepzig traten am häufigsten kleinere Exemplare auf. Sie sind doppelkonisch und haben einen tief liegenden Umbruch. Am oder über dem Umbruch weisen die Amphoren zwei gegenüberliegende Henkel oder Ösen auf. Exemplare mit vier oder mehr Henkeln sind selten. Der Rand schwingt leicht bis stark aus. Größere Amphoren sind häufig stark gerundet.
Neben diesen Leittypen sind noch weitere, seltenere Gefäßformen nachgewiesen, darunter eine Trichterrandschüssel mit Standring, stark ausladende Trichterrandschüsseln, sowie Schalen. Außerdem sind keramische Löffel nachgewiesen. Diese bestehen aus einem flachen ovalen Schälchen und einem Griffdorn.

### Felsgesteingeräte
Als Steinwerkzeuge treten breitnackige und spitznackige Beile sowie meißelartige Geräte oder Dechsel auf. In Salzmünde-Schiepzig gefundene Äxte lassen sich nicht mit Sicherheit der Schiepziger Gruppe zuordnen.
Weiterhin wurde Schiebemühlen, größere Mahlplatten sowie Klopfsteine gefunden.

### Feuersteingeräte
An Feuersteingeräten sind Klingen mit Kratzerkappe, längsseitig retuschierte Klingen, sowie Klingen mit schrägem distalen Ende belegt. Letztere dienten als Erntemesser oder Sicheleinsätze, was durch Sichelglanz belegt ist. Die Pfeilspitzen sind meist lanzett-, seltener herzförmig. Sie sind rundum retuschiert und besitzen eine eingezogene Basis. Querschneider fanden kaum Verwendung und sind bislang nur durch ein Exemplar belegt.

### Geweihgeräte
Geweihspitzen mit stumpfem Ende wurden zum Retuschieren von Feuerstein verwendet.

### Schmuck
Als Schmuckgegenstände kommen durchlochte Hundezähne, Hirschgrandeln, Perlmuttscheiben sowie weiße und schwarze, scheiben- bis zylinderförmige Perlen aus Marmor, Gagat oder Sapropelith vor.

## Siedlungen
Zu den Siedlungen der Schiepziger Gruppe liegen bislang nur wenige Erkenntnisse vor. Sie scheinen recht häufig befestigt gewesen zu sein. Aus Salzmünde-Schiepzig, Hundisburg-Olbetal, Wahlitz und Schöningen sind Grabenwerke bezeugt. Innerhalb dieser Grabenwerke konnten bislang nur Siedlungsgruben festgestellt werden. Hausgrundrisse sind nicht bekannt.

## Wirtschaftsweise
Archäobotanische Untersuchungen in Hundisburg-Olbetal ergaben, dass als bevorzugte Getreideart Emmer und in geringerem Umfang Einkorn angebaut wurden. Weichweizen und Gerste spielten nur eine untergeordnete Rolle. Weiterhin ist die Nutzung von Lein und Hülsenfrüchten (Erbsen oder Linsen) belegt. Haselnüsse und Wassernüsse spielten als Sammelpflanzen eine wichtige Rolle.
Aussagen zur Tierhaltung sind bislang nur anhand weniger Knochenfunde aus Hundisburg-Olbetal möglich. Diese belegen die Haltung von Rindern, Schafen/Ziegen und Hunden. Gejagt wurden Rehe und Rothirsche.

## Bestattungen
Eine Besonderheit der Schiepziger Gruppe ist das Fehlen regulärer Bestattungen. Bei allen bislang aufgefundenen Bestattungen dieser Gruppe handelt es sich um sogenannte Siedlungsbestattungen. Das heißt, die Toten wurden nicht auf gesonderten Friedhöfen in Grabgruben beigesetzt, sondern innerhalb der Siedlungen in umfunktionierten Vorratsgruben. Häufig lässt sich in der Mitte dieser Gruben eine kegelförmige Aufschüttung aus Löss oder einem anderen Bodenmaterial feststellen. Die Toten wurden dann am Rand der Grube niedergelegt. Die gefundenen Skelette wiesen einen stark unterschiedlichen Erhaltungsgrad auf. Dies ist damit zu erklären, dass die Verstorbenen nicht unmittelbar nach ihrem Tod beigesetzt wurden, sondern dass mehrstufige Bestattungsrituale praktiziert wurden, bei denen die Toten vielleicht (nach Damrau) mehrfach umgebettet oder (nach Schunke) zunächst in Totenhäusern oder auf Bäumen gelagert wurden. Grabbeigaben treten nur bei den besser erhaltenen Skeletten auf, was darauf hindeutet, dass sie den Toten bereits am Anfang der Bestattungszeremonien beigegeben wurden und somit meist nur bei denjenigen Individuen erhalten blieben, die vergleichsweise kurz nach ihrem Tod an ihre endgültige Ruhestätte gelangten.